# Albrechtice (district d'Ústí nad Orlicí)
Pour les articles homonymes, voir Albrechtice.
Albrechtice (en allemand : Olbersdorf, auparavant Olbschtoff, Buttapilz) est une commune du district d'Ústí nad Orlicí, dans la région de Pardubice, en République tchèque. Sa population s'élevait à 438 habitants en 2024.

## Géographie
Albrechtice se trouve à 19 km à l'est-sud-ouest d'Ústí nad Orlicí, à 67 km au sud-est de Hradec Králové et à 159 km à l'est de Prague.
La commune est limitée par Horní Čermná au nord, par Cotkytle et Strážná à l'est, par Lubník et Sázava au sud et par Lanškroun à l'ouest.

## Histoire
La première mention écrite du village date de 1304.

## Transports
Par la route, Želivsko se trouve à 3 km de Lanškroun, à 25 km de Svitavy, à 83 km de Pardubice et à 200 km de Prague. 